# Wiener (Zeitschrift)
Der Wiener ist ein in Wien erscheinendes Lifestyle-Magazin für Männer.

## Geschichte
Der Wiener wurde erstmals 1979 von Gert Winkler (ab 1975 bei der GGK-Wien), Michael Satke und Günther Lebisch gegründet. Doch schon nach vier Ausgaben scheiterte das Projekt an der Finanzierung.
Noch im selben Jahr gründete Winkler gemeinsam mit Hans Schmid den Metro Verlag, und im Mai 1980 erschien der Wiener neu (siehe auch Wiener – Zeitschrift für Zeitgeist). Die ersten Chefredakteure waren Rudolph J. Wojta (1981–82) und Franz Manola (1982), die ersten Art Directors Michael Beran und Lo Breier. Zu den ersten Redakteuren zählte Christian Michelides. Wesentliche Fotografen der ersten Jahre waren Gerhard Heller und Elfie Semotan, in der Folge auch Paul Schirnhofer und Götz Schrage. 1982 wurde zuerst Michael Hopp, dann auch – gemeinsam mit Hopp – Markus Peichl zum Chefredakteur bestellt. Der Wiener gilt als eines der ersten der sogenannten „Zeitgeist-Magazine“.
Ab 1986 gab es in München auch eine bundesdeutsche Ausgabe des Wiener mit anfangs 286.400 Exemplaren Auflage, die aber 1994 eingestellt wurde. Unter Chefredakteur Peter Mosser wurde der Wiener im Jahr 2000 als Lifestyle-Magazin für Männer neu positioniert. Heute setzt der Wiener in Abgrenzung zu den in Deutschland publizierten Lifestylemagazinen auf eine österreichische Identität.
Nach einem kurzen Zwischenspiel durch Maximilian Mondel von Mai 2008 bis Oktober 2008 – Mondel wurde nach Differenzen mit dem Vorstand wieder von seinem Posten abgezogen – löste ihn interimistisch Gundi Bittermann als Wiener-Chefredakteurin ab. Im Juni 2009 übernahm Helfried Bauer die Funktion des „alleinigen Chefredakteurs“.
Anfang Juli 2015 verkaufte die Styria Media Group den Wiener an Gregor Josel und Franz J. Sauer, die zusammen die Content-Marketing-Agentur Josel & Sauer GmbH betreiben. Seit der Übernahme konnte die Gesamtreichweite um 77 % gesteigert werden. Im Jahr 2019 lag die Gesamtreichweite bei 3,0 %, vor der Übernahme bei 1,7 %.

## Erscheinungsweise, Auflage und Reichweite
Der Wiener erscheint seit 2018 6-mal jährlich mit je rund 200 Seiten. Laut eigenen Angaben in den Mediadaten, kennen 338.000 Personen die Webseite des Magazins. Außerdem hat der Wiener 191.000 Leser, wobei 75 % der Wiener-Leser zwischen 20 und 59 Jahre alt sind. 35 % der Leser, rund 67.000 Personen, sind Frauen. 65 % der Leser sind Männer. 59 % der österreichischen Männer kennen den Wiener, bei den österreichischen Frauen sind es 53,3 %.
184.000 Personen User hat die Webseite www.wiener-online.at, wovon 35 %, oder 66.000 User, weiblich sind. Auf den Social-Media-Kanälen hatte der Wiener im Jahr 2019 eine Gesamtreichweite von 12,4 Millionen. Die Impressionen gesamt lagen bei 24,8 Millionen.
Die Druckauflage lag 2014 laut Österreichischer Auflagenkontrolle (ÖAK) bei 43.820 Exemplaren und hatte laut Arbeitsgemeinschaft Media-Analysen MA 13/14 – Monatszeitschriften Total eine Gesamtreichweite von 2,0 % (148.000 Leser). Gemäß österreichischer Webanalyse (ÖWA) vom Dezember 2014 erreichte das Online-Angebot wiener-online.at 30.911 Unique Clients, 50.246 Visits und über 222.000 Seitenabrufe.